# Francisco Joaquín Muñoz
Francisco Joaquín Sinforoso Muñoz Quirós (* 21. August 1790 in Montevideo; † 11. Juni 1851 ebenda) war ein uruguayischer Journalist und Politiker.

## Leben
Der der Partido Colorado angehörige Muñoz wurde als Sohn des Francisco de los Angeles Muñoz und der Ana Isabel Quirós geboren.
Im Verlaufe seiner politischen Karriere hatte er verschiedentliche Funktionen inne. So war er Mitglied der Asamblea Constituyente y Legislativa del Estado Oriental (1828–1830). Weiter gehörte er als Abgeordneter für das Departamento Montevideo der Cámara de Representantes zu Beginn der ersten Legislaturperiode von 23. Oktober 1830 bis 4. Juli 1832 an.
Vom 5. Juli 1832 bis zum 16. August desselben Jahres führte er dann für wenige Wochen das Außenministerium seines Heimatlandes.